# Деян Дабович
Деян Дабович (3 серпня 1944 — 6 грудня 2020) — югославський ватерполіст.
Олімпійський чемпіон 1968 року, учасник 1976 року.